# Copa Báltica 2005
La Copa Báltica 2005 (en estonio, Balti turniir 2005; en letón, Baltijas Kauss 2005; en lituano, 2005 m. Baltijos taurė) fue la XXI edición de la competición amistosa, llevada a cabo en Lituania. Tras la renuncia de Estonia, que decidió no participar por conflictos con el calendario, fue disputada solamente por los seleccionados de Letonia y Lituania, que se enfrentaron en un único encuentro el 21 de mayo, en el Estadio S. Darius y S. Girėnas de la ciudad de Kaunas, con la consecuente victoria del cuadro local por 2-0.

## Resultados
- El horario corresponde a la hora de Lituania (EEST; UTC+3).

| 21 de mayo de 2005 | Lituania        | 2:0 (1:0) | Letonia | Estadio S. Darius y S. Girėnas, Kaunas |  |
| 16:30 (UTC+3)      | Morinas 25' 81' | Reporte   |         |                                        |  |

|            | POR        | Vaidas Žutautas       |     |
|            | DEF        | Nerijus Barasa        | 71' |
|            | DEF        | Gediminas Paulauskas  |     |
|            | DEF        | Irmantas Zelmikas     |     |
|            | DEF        | Darius Regelskis      | 84' |
|            | DEF        | Arūnas Klimavičius    |     |
|            | MED        | Darius Maciulevičius  | 46' |
|            | MED        | Igoris Morinas        | 87' |
|            | MED        | Aurimas Kučys         |     |
|            | DEL        | Andrius Velička       | 46' |
|            | DEL        | Aivaras Laurišas      | 78' |
| Entrenador | Entrenador | Algimantas Liubinskas |     |

|            | POR        | Andrejs Piedels     | 46' |
|            | DEF        | Aleksandrs Isakovs  |     |
|            | DEF        | Artūrs Zakreševskis |     |
|            | DEF        | Dzintars Zirnis     |     |
|            | DEF        | Mihails Zemļinskis  |     |
|            | MED        | Genādijs Soloņicins |     |
|            | MED        | Andrejs Štolcers    | 57' |
|            | MED        | Aleksejs Višņakovs  | 81' |
|            | MED        | Viktors Morozs      | 28' |
|            | DEL        | Valentīns Lobaņovs  | 46' |
|            | DEL        | Igors Sļesarčuks    | 59' |
| Entrenador | Entrenador | Jurijs Andrejevs    |     |

|  | DEL | Nerijus Astrauskas  | 46' |
|  | DEL | Eimantas Poderis    | 46' |
|  | DEF | Tadas Papečkys      | 71' |
|  | DEL | Tomas Radzinevičius | 78' |
|  | DEF | Tadas Gražiūnas     | 84' |
|  | DEL | Ričardas Beniušis   | 87' |

|  | DEL | Gatis Kalniņš         | 28' |
|  | POR | Deniss Romanovs       | 46' |
|  | DEF | Vladimirs Žavoronkovs | 46' |
|  | MED | Ruslans Mihaļčuks     | 57' |
|  | DEL | Kristaps Blanks       | 59' |
|  | DEL | Mihails Miholaps      | 81' |

| Anotado | 25' | Igoris Morinas | 1 – 0 |
| Anotado | 81' | Igoris Morinas | 2 – 0 |

| Amonestado | 36' | Nerijus Barasa |

| Amonestado | 53' | Dzintars Zirnis     |
| Amonestado | 63' | Genādijs Soloņicins |

| Otorgado · Otorgado otra vez · Expulsado | 54' | Dzintars Zirnis |

|            | POR        | Vaidas Žutautas       |     |
|            | DEF        | Nerijus Barasa        | 71' |
|            | DEF        | Gediminas Paulauskas  |     |
|            | DEF        | Irmantas Zelmikas     |     |
|            | DEF        | Darius Regelskis      | 84' |
|            | DEF        | Arūnas Klimavičius    |     |
|            | MED        | Darius Maciulevičius  | 46' |
|            | MED        | Igoris Morinas        | 87' |
|            | MED        | Aurimas Kučys         |     |
|            | DEL        | Andrius Velička       | 46' |
|            | DEL        | Aivaras Laurišas      | 78' |
| Entrenador | Entrenador | Algimantas Liubinskas |     |

|            | POR        | Andrejs Piedels     | 46' |
|            | DEF        | Aleksandrs Isakovs  |     |
|            | DEF        | Artūrs Zakreševskis |     |
|            | DEF        | Dzintars Zirnis     |     |
|            | DEF        | Mihails Zemļinskis  |     |
|            | MED        | Genādijs Soloņicins |     |
|            | MED        | Andrejs Štolcers    | 57' |
|            | MED        | Aleksejs Višņakovs  | 81' |
|            | MED        | Viktors Morozs      | 28' |
|            | DEL        | Valentīns Lobaņovs  | 46' |
|            | DEL        | Igors Sļesarčuks    | 59' |
| Entrenador | Entrenador | Jurijs Andrejevs    |     |

|  | DEL | Nerijus Astrauskas  | 46' |
|  | DEL | Eimantas Poderis    | 46' |
|  | DEF | Tadas Papečkys      | 71' |
|  | DEL | Tomas Radzinevičius | 78' |
|  | DEF | Tadas Gražiūnas     | 84' |
|  | DEL | Ričardas Beniušis   | 87' |

|  | DEL | Gatis Kalniņš         | 28' |
|  | POR | Deniss Romanovs       | 46' |
|  | DEF | Vladimirs Žavoronkovs | 46' |
|  | MED | Ruslans Mihaļčuks     | 57' |
|  | DEL | Kristaps Blanks       | 59' |
|  | DEL | Mihails Miholaps      | 81' |

| Anotado | 25' | Igoris Morinas | 1 – 0 |
| Anotado | 81' | Igoris Morinas | 2 – 0 |

| Amonestado | 36' | Nerijus Barasa |

| Amonestado | 53' | Dzintars Zirnis     |
| Amonestado | 63' | Genādijs Soloņicins |

| Otorgado · Otorgado otra vez · Expulsado | 54' | Dzintars Zirnis |

| Campeón Lituania 9.no título |